# Marco Valerio Editore
Les éditions Marco Valerio sont une maison d'édition universitaire italienne, fondées à Turin en 2000.

## Liste d'auteurs publiés
Pédagogie et éducation, histoire, philosophie
Gaetano Volpi, Jules Mazarin, Carlo Mazzantini, Torquato Accetto
Littérature italienne
Antonio Fogazzaro, Giuseppe Rovani, Guido Gozzano, Giuseppe Baffico, Luigi Capuana
Théosophie et Gnose
Helena Blavatsky Alfred Percy Sinnett Charles Webster Leadbeater, Annie Besant, Hazrat Inayat Khan, Guillaume Postel, Léon Tolstoï, Oliver Lodge
Autres
Thérèse de Dillmont, William Cliff